# Migration Museum (London)

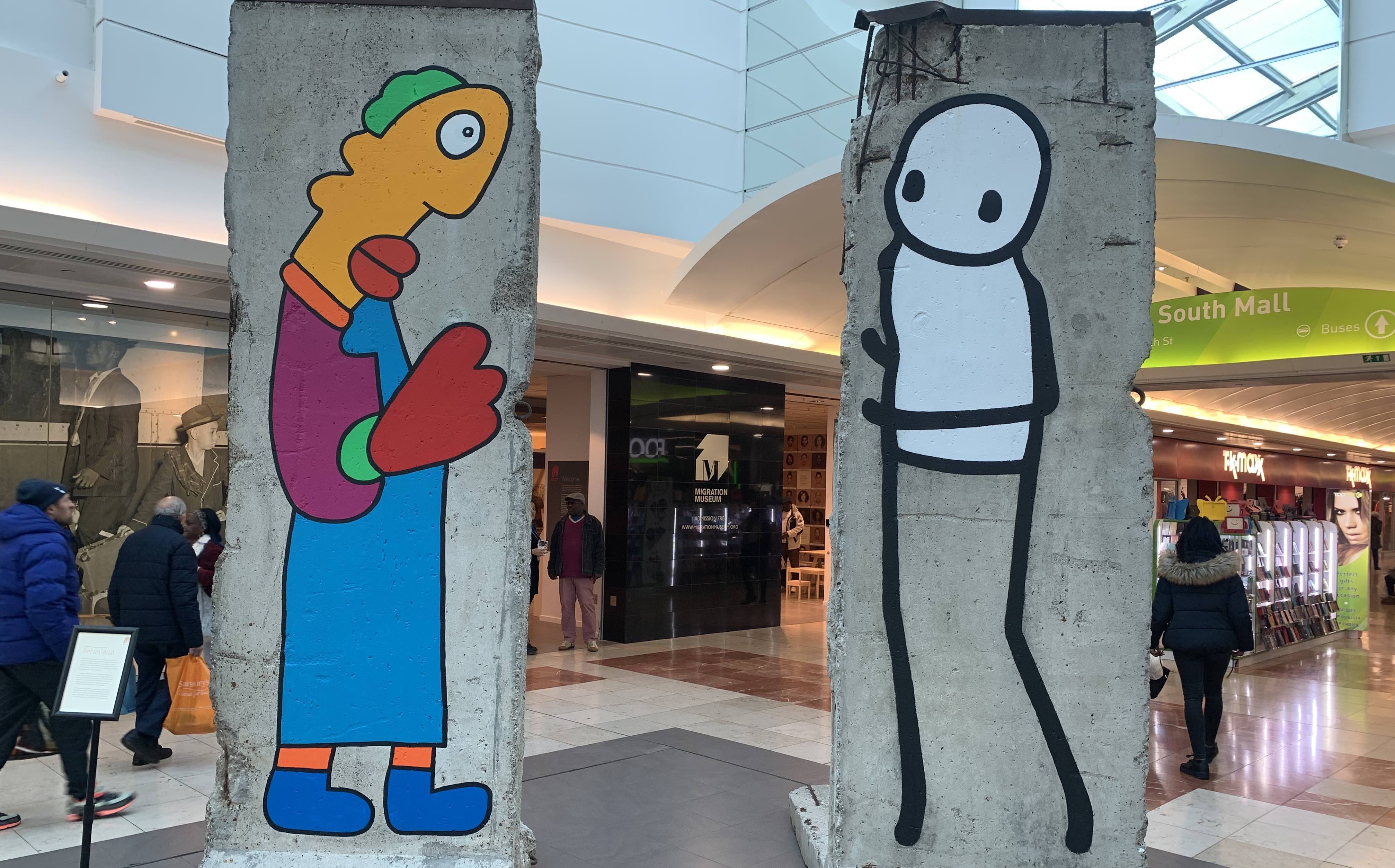
Eingang, 2020

Das Migration Museum im Stadtteil Lewisham in London wurde durch die britische Einwanderungsministerin Barbara Roche initiiert und 2013 eröffnet. Im Jahr 2020 bezog es seine Räume im Einkaufszentrum von Lewisham. Es präsentiert die Geschichte der britischen Ein- und Auswanderung seit dem 18. Jahrhundert.